# Verena Stenke

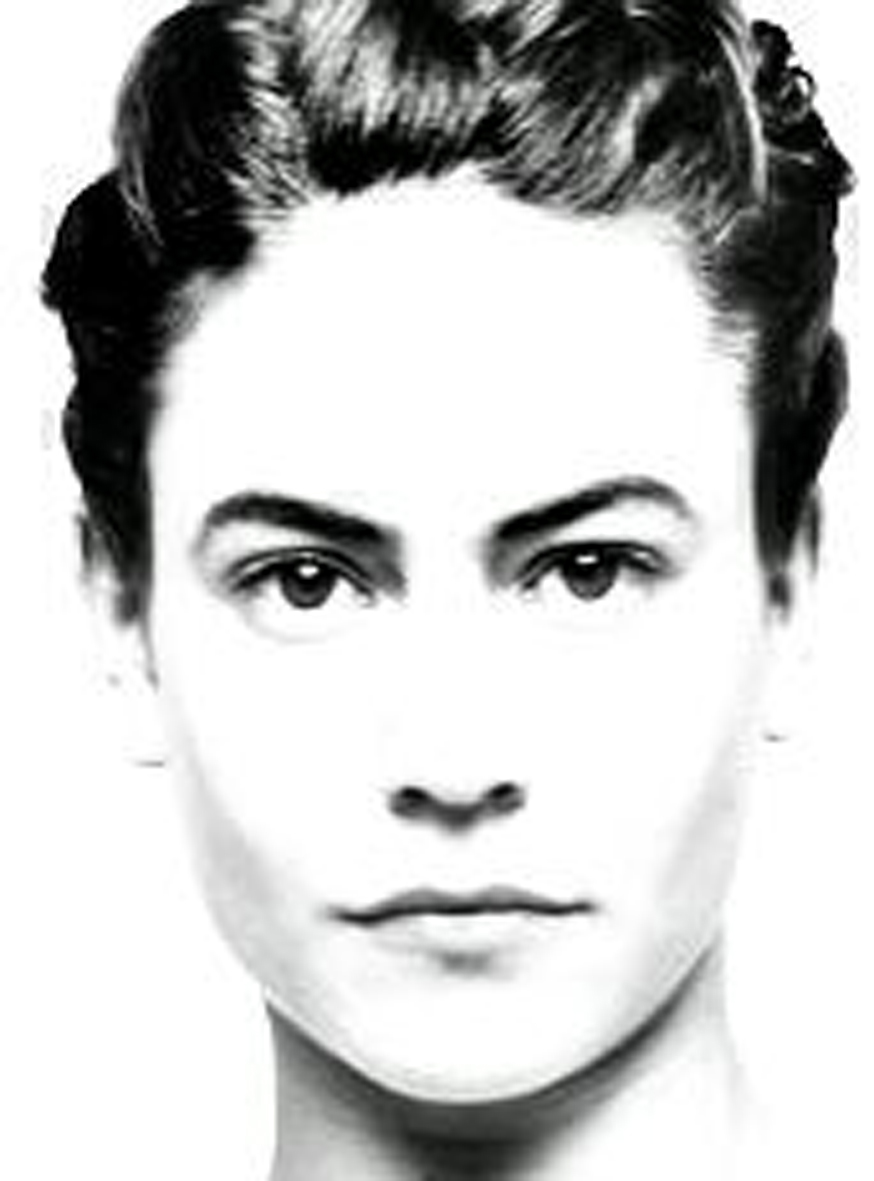
Verena Stenke

Verena Stenke (* 18. Oktober 1981 in Bad Friedrichshall) ist eine deutsche Performance- und Videokünstlerin sowie Kuratorin für Performance-Kunst.

## Leben
Stenke lebte bis zum Abitur in Neckarsulm, Baden-Württemberg, danach studierte sie Bildende Kunst in Heilbronn und absolvierte eine Ausbildung zur Maskenbildnerin am Theater. Nach der Ausbildung zog sie nach Berlin, wo sie 2006 ihren Partner und späteren Mann, den venezianischen Künstler und Schriftsteller Andrea Pagnes kennenlernte, mit dem sie das Künstlerduo VestAndPage gründete und seitdem gemeinsam international arbeitet. Das Paar lebte zwischen 2006 und 2012 in Florenz, wo sich Stenke mit Sozialem Theater, Orientalischen Theatertechniken und Zeitgenössischem Tanz auseinandersetzte und nach Kombinationen verschiedener Kunstformen suchte.
Das Paar heiratete 2010.
Die Jahre 2010 bis 2014 beinhalteten Auslandsaufenthalte mit Projekten und Künstlerresidenzen, unter anderem in der Antarktis, Amerika, Mexiko, Venezuela, Chile, Argentinien, Taiwan und Europa. Dort produzierte die Künstlerin mehrere Performance-Zyklen sowie die Kunstfilm-Trilogie sin∞fin The Movie und baute ein internationales Performance-Netzwerk auf.
Im Dezember 2012 initiierten Stenke und Pagnes in Venedig die internationale biennale Performancekunstwoche und -ausstellung Venice International Performance Art Week, die Stenke ko-kuratiert.
Seit 2012 leben Stenke und Pagnes in Neckarsulm und Venedig.

## Werk
Stenkes Hintergründe in Bildender Kunst und Theater haben Einfluss auf die körper- und bildzentrierten Performances, auch wenn sie in Richtung eines übergreifenden Gesamtkunstwerkes, einer sozial-unmittelbaren Kunstform, arbeitet.
Sie sieht ihre Aktivitäten in den unterschiedlichen Gebieten der Kultur als ein gemeinsames Werk an.
In ihren Performance- und Filmarbeiten hinterfragt Stenke die Themen Identität, soziale Konditionierung, Geschichtsschreibung, die Idee von Einheit, sowie Repräsentation und Wahrnehmung in einer kontrollierten Welt. Sie untersucht des Weiteren die Verbindung von Performance-Kunst und Film, sowie zeitlich verlängerte Prozesse (long durational performances).
Ihre Kunstpraxis ist kontextbezogen und somit prozess- und situationsgebunden: Die Arbeiten werden als unerprobte, unmittelbare Reaktion auf soziale, urbane, natürliche oder historische Gegebenheiten entworfen.
In der Duo-Arbeit als VestAndPage untersuchen Stenke und Pagnes in einer „Poesie der Beziehungen“ die Fragilität und das Scheitern des Individuums und des Kollektivs, indem sie Themen wie Kommunikation, Resistenz, Unbeständigkeit und Einheit durch einen anthro-poetischen Ansatz beleuchten.
In den Jahren 2010 bis 2012 produzierte das Duo durch institutionelle Koproduktionen die experimentelle Kunstfilmtrilogie sin∞fin The Movie. Diese komplexe visuelle Untersuchung wurde während der Forschungsaufenthalte der Künstler in der Antarktis, Patagonien, Feuerland, Kaschmir und Nordindien realisiert. Das Projekt bewegt sich zwischen Realität und Visionärem, verbindet Performance-Kunst mit Film und zeigt in Form einer Trilogie die kollaborativen Performances von Stenke und Pagnes an epischen Orten weltweit. Die Performances reflektieren universelle menschliche Beweggründe wie Altruismus, Partnerschaft und die Vergänglichkeit der äußeren Gegebenheiten und des Daseins. Stenke ist nach Werner Herzog die zweite Künstlerin, die ein unabhängiges Filmprojekt auf dem antarktischen Kontinent produzierte.
2010 initiierte Stenke die andauernde globale Kunstinitiative FRAGILE global performance chain journey, bei der eine Glasscheibe von Künstler zu Künstler einmal um den Globus geschickt wird.
In der Performancearbeit Without Tuition or Restraint (2011), in der die Grenze zwischen Privat- und Sozialsphäre untersucht wurde, ließen sich Stenke und Pagnes für fünf Tage und vier Nächte in einer Kunstgalerie in Penzance einschließen. Andrea Pagnes befand sich für diese Zeit in einem Käfig, während Verena Stenke täglich eine gleichbleibende Aktion durchführte.
In dem siebenteiligen Performancezyklus Panta Rhei (Asien, 2011/12) untersuchten VestAndPage Stadien der Vergänglichkeit durch agierte Körperbilder. In der ersten Performance des Zyklus in Singapur tranken die beiden Künstler das Blut von Andrea Pagnes. Dieser sagte, es sei der purste Teil von ihm.
In der 24-Stunden-Performance FEAR vs LOVE vs FEAR (2012) bewohnte das Paar für die Dauer eines Tages ein leerstehendes Haus in Chapultepec. Besucher konnten zu jeder Zeit in dem Haus ein und aus gehen und sahen die beiden Künstler in Performanceaktionen über Angst und Liebe. In Vorbereitung des Projektes hat das Duo in einem intensiven Workshop-Projekt mit mexikanischen Straßenmädchen deren Ängste und Träume erarbeitet. Dieses Material war Teil der Performanceinstallation und wurde 2012 von der Stiftung Alumnos47 als Buch veröffentlicht.
Neben weiteren Kunst- und Bildungsprojekten sind Stenke und Pagnes seit 2012 die Initiatoren und Kuratoren der Venice International Performance Art Week, einem biennalen Ausstellungsprojekt, das sich auf die Präsentation von historischer und zeitgenössischer internationaler Performance-Kunst in Ausstellung, Liveprogramm und durch Bildungsangebote fokussiert.
2015 realisierten Verena Stenke und Andrea Pagnes das auf der historischen Begebenheit der Flucht aus Ostpreußen beruhende Performance- und Filmprojekt Spitzwegerich (englisch: Plantain). 70 Jahre nach dem Ende des Zweiten Weltkriegs in Europa liefen VestAndPage in einer einmonatigen Performance den Weg der Kriegsflucht von Stenkes Familie in die entgegengesetzte Richtung: von Hemmingstedt nach Tschernjachowsk in der russischen Oblast Kaliningrad. Auf dem Weg realisierten und filmten die Künstler ortsbezogene Performances, und sammelten Film- und Textmaterial an Originalschauplätzen wie dem Frischen Haff, KZ Stutthof oder Seefliegerhorst Kamp. Der gleichnamige Film Spitzwegerich wurde 2018 veröffentlicht.
2013 bis 2017 realisierte sie in internationalen Ko-Produktionen weitere Performancezyklen:
Though Twin of Slumber (2013) beschäftigt sich in bewegten Körperbildern mit Hypnos und Thanatos.
Dyad (2014/15) untersucht die Gefahren der Anhaftung an Dualismus und das Paradoxon des Egos. Anhand einer Reihe poetischer Aktionen hinterfragt die Arbeit, wie Polaritäten und Dichotomie als Werkzeuge der Ideologie, Propaganda oder kollektiven Manipulation eingesetzt werden.
Aegis (2016/17) (inspiriert von Aigis) stellt Schutzqualitäten lebender Materie, Verteidigungsfunktionen und Aspekte vermeintlicher Sicherheiten in Frage. Begleitet wird der Zyklus von der Lesung der Allgemeinen Erklärung der Menschenrechte der Vereinten Nationen in der jeweiligen Sprache des Produktionsortes.
2015 ko-kuratierte Stenke gemeinsam mit Andrea Pagnes die Onufri-Preis-Ausstellung Onufri XXI: SiO2 – The Reason of Fragility, Contemporary Artists Facing Glass in der Nationalen Kunstgalerie Tirana.
Seit 2017 arbeitet Stenke in dem Performancezyklus HOME über das Thema der Heimat mit kollektiven "Performanceoperas" in wechselnder internationaler Besetzung. Die einzelnen Kapitel wurden an Örtlichkeiten entlang der Europäischen Außengrenze produziert und präsentiert. Es werden die konventionelle Bedeutungen, die staatliche Systeme und Normen dem Kollektiv und Orten zuschreiben, hinterfragt und Erfahrungen der Migration geteilt. 2019 wurde bei Stenke Lungentuberkulose diagnostiziert. Ihre neusten Arbeiten setzen sich auch mit dem Körper als Heimat von Pathogenen auseinander.

## Auszeichnungen
- 2008 Art Kontakt Preis Tirana
- 2010 Projektförderung Heinrich-Böll-Stiftung
- 2011 Nassauer Kulturpreis
- 2011 Treviglio Videopoesie Preis
- 2012 Stipendium der Internationalen Künstlerresidenz AIR Taipeh
- 2012 Stipendium des Kulturprogramms der Argentinischen Nationaldirektion der Antarktis, Buenos Aires
- 2015 Projektförderung Kulturzentrum Ostpreußen mit Mitteln der Beauftragter der Bundesregierung für Kultur und Medien
- 2018 Bester Film Berlin Independent Film Festival